# Таблиашвили, Вахтанг Валерьянович
Вахтанг Валерьянович Таблиашвили (16 мая 1914, Кварели — 28 мая 2002) — грузинский режиссёр театра и кино. Народный артист Грузинской ССР (1967).

## Биография
Главный режиссёр грузинских театров им. Марджанишвили и Палиашвили.
Народный артист Грузинской ССР (1967).
Ушел из жизни 28 мая 2002 года.

## Фильмография

### Режиссёрские работы
- 1948 — Кето и Котэ
- 1969 — Десница великого мастера
- 1973 — Горький урок

## Награды
- орден Чести (1994)[2]
- три ордена «Знак Почёта» (1946, 30.11.1950[3] и 17.04.1958)
- народный артист Грузинской ССР (1967)
- государственная премия Грузии имени Шота Руставели (2000)[2]
- почётный гражданин Тбилиси (1997)